# Озёрки (Никифоровский район)
Озёрки — село в Никифоровском районе Тамбовской области России. Административный центр Озёрского сельсовета.

## География
Село находится на западе центральной части Тамбовской области, в лесостепной зоне, на берегу одного из левых притоков реки Польной Воронеж, при автодороге 68А-030, на расстоянии примерно 4 км (по прямой) к югу от Дмитриевки, административного центра района. Абсолютная высота — 141 м над уровнем моря.

### Климат
Климат умеренно континентальный, относительно сухой, с холодной продолжительной зимой и тёплым летом. Средняя температура воздуха самого холодного месяца (января) — −11,5 — −10,5 °C (абсолютный минимум — −39 °C); самого тёплого месяца (июля) — 19,5 — 20,5 °C (абсолютный максимум — 40 °С). Период с положительной температурой выше 10 °C длится от 141 до 154 дней. Среднегодовое количество атмосферных осадков составляет около 450—500 мм. Продолжительность залегания снежного покрова составляет в среднем 135 дней.

### Часовой пояс
Село Озёрки, как и вся Тамбовская область, находится в часовой зоне МСК (московское время). Смещение применяемого времени относительно UTC составляет +3:00.

## Население
| 2002 | 2010 |
| ---- | ---- |
| 1041 | ↘918 |

### Половой состав
По данным Всероссийской переписи населения 2010 года, в гендерной структуре населения мужчины составляли 46,9 %, женщины — соответственно 53,1 %.

### Национальный состав
Согласно результатам переписи 2002 года, в национальной структуре населения русские составляли 99 % из 1041 чел.

## Улицы
| - ул. Гагарина, - ул. Карла Маркса, - ул. Кирпичная, - ул. Комсомольская, - ул. Левитана, | - ул. Ленинская, - ул. Максима Горького, - ул. Мира, - ул. Мичурина, - ул. Молодёжная, | - ул. Набережная, - ул. Поперечная, - ул. Советская, - ул. Совхозная, - ул. Центральная. |